# 조선어 신철자법
조선어 신철자법(朝鮮語新綴字法)은 조선민주주의인민공화국 성립 전의 38선 이북에서 조선 어문 연구회가 1948년 1월 15일에 정한 한국어 맞춤법으로, 1954년 조선어 철자법이 제정될 때까지 38선 이북의 유일한 공식적인 맞춤법 규범이었다.
여기서는 조선민주주의인민공화국(이하 ‘북’)의 현행 맞춤법인 ‘조선말규범집’(1987년 제정, 이하 ‘북의 현행 맞춤법’)과 차이가 나는 점을 중심으로 기술하며 필요에 따라 조선총독부에 의한 ‘언문 철자법’(1930년 제정), 조선어 학회(오늘의 한글학회)에 의한 ‘한글 맞춤법 통일안’(1933년 제정), 대한민국(이하 ‘남’)의 현행 맞춤법인 ‘한글 맞춤법’(1988년 제정, 이하 ‘남의 현행 맞춤법’)과의 차이점에 관해서도 언급한다. 남북의 언어적 차이 전반에 관해서는 ‘한국어의 남북간 차이’를 참조.

## 제정 경위
조선어 신철자법은 1933년에 조선어 학회(오늘의 한글 학회)에 의해 제정된 ‘한글 맞춤법 통일안’을 비판, 검토하는 데서 시작되었다고 하며 구체적으로는 한글 맞춤법 통일안에서 이루어진 형태주의적인 표기법을 한층 더 강화한 것이다.
분단 국가 성립 전의 38선 이북에서는 1947년 2월 5일에 북조선 인민위원회 175호 결정에 따라 조선 어문 연구회가 조직되어 한국어 연구가 추진되었다. 이 조직은 남북 분단 아래서 남한의 조선어 학회와 같은 역할을 하는 것으로, 38선 이북에서 언어 연구를 맡는 조직으로서 창설되었다고 추정된다.
조선어 신철자법은 조선 어문 연구회 내에서 정비 작업이 진행되었으며 1948년 1월 15일에 발표된 후에도 계속해서 언어학자들에 의해 검토되었다. 조선 어문 연구회는 이극로(李克魯), 홍기문(洪起文) 등 해방 후에 월북한 언어학자가 합류하여 1948년 10월에 재편되었는데 1949년 7월 26일의 제10차 전문 위원회에서는 조선어 신철자법에 관한 보고가 있었고 그 정당성이 재확인되었다.

## 구성
조선어 신철자법은 총론, 각론으로 이루어지며 각론은 5장 64항으로 이루어진다. 장 구성은 아래와 같다.
- 총론
- 각론
  - 제1장 자모
    - 제1절 자모의 수와 그 순서
    - 제2절 자모의 이름

  - 제2장 어음에 관한 것
    - 제1절 된소리
    - 제2절 설측음 “ㄹ”
    - 제3절 구개음화
    - 제4절 발음 표기
    - 제5절 반모음 “”

  - 제3장 문법에 관한 것
    - 제1절 체언의 어간과 토
    - 제2절 용언의 어간과 토
    - 제3절 동사의 피동형과 사역형
    - 제4절 소위 변격 용언의 처리
    - 제5절 받침
    - 제6절 원형 표시
    - 제7절 품사 합성
    - 제8절 원사(原詞)와 접두사

  - 제4장 어휘에 관한 것
    - 제1절 한자어
    - 제2절 약어
    - 제3절 표준어
    - 제4절 외래어

  - 제5장 문장에 관한 것
  - 제6장 띄여 쓰기
  - 제7장 부호

장 구성은 조선어학회의 한글 맞춤법 통일안을 답습하며 제3장까지의 구성과 장, 절 이름은 거의 대응되어 있다. 제4장 이후는 구성에 약간의 차이가 있다.

## 자모

조선어 신철자법으로 각각 표기한 ‘놉니다’, ‘흘렀다’, ‘깨달으니’, ‘지어’, ‘고와’, '왕', ‘가져서’, ‘암탉’.

자모 수는 42개로 하고 있다. 자음 자모는 된소리 자모 ‘ㄲ, ㄸ, ㅃ, ㅆ, ㅉ’을 정식 자모로 인정하며 모음 자모는 합성 자모 중 ‘ㅘ, ㅙ, ㅝ, ㅞ’ 네 개를 제외한 ‘ㅐ, ㅒ, ㅔ, ㅖ, ㅚ, ㅟ, ㅢ’ 일곱 개를 정식 자모로 인정했다. 특기할 만한 것은 이와 함께 이른바 ‘6자모’로 불린 자모들 ‘, , ㅿ, ㆆ, ,  여섯 개를 새로 만든 점이다(ㅿ, ㆆ은 훈민정음 창제 시의 자모를 다시 이용한 것). 자모의 순서는 아래와 같다.
- ㄱ, ㄴ, ㄷ, ㄹ, ㅁ, ㅂ, ㅅ, ㅇ, ㅈ, ㅊ, ㅋ, ㅌ, ㅍ, ㅎ, ㄲ, ㅃ, ㄸ, ㅆ, ㅉ, , , ㅿ, ㆆ,
- , ㅏ, ㅑ, ㅓ, ㅕ, ㅗ, ㅛ, ㅜ, ㅠ, ㅡ, ㅣ, ㅐ, ㅒ, ㅔ, ㅖ, ㅚ, ㅟ, ㅢ

자모 명칭은 북의 현행 맞춤법과 같이‘-ㅣ으-’형을 이용하여 기계적으로 이름을 붙였다. 따라서 ‘ㄱ, ㄷ, ㅅ’는 각각 ‘기윽, 디읃, 시읏’이다. ‘ㅎ’의 명칭 ‘히읗’의 발음은 [히으]로 하고 있다. 특이한 것은 된소리 자모에 관해서도 같은 방식으로 이름을 붙여 받침 ‘ㄸ, ㅃ, ㅉ’을 인정한 점이다.
| 자모 | 명칭       | 명칭             | 명칭             |
| 자모 | ‘신철자법’ | 북의 현행 맞춤법 | 남의 현행 맞춤법 |
| ---- | ---------- | ---------------- | ---------------- |
| ㄲ   | 끼윾       | 된기윽           | 쌍기역           |
| ㄸ   | 띠으ퟍ       | 된디읃           | 쌍디귿           |
| ㅃ   | 삐으ퟦ       | 된비읍           | 쌍비읍           |
| ㅆ   | 씨읐       | 된시읏           | 쌍시옷           |
| ㅉ   | 찌으ퟹ       | 된지읒           | 쌍지읒           |

6자모의 명칭은 다음과 같다.
| 자모 | 명칭              |
| ---- | ----------------- |
|      | (발음 /으/)       |
|      |                   |
| ㅿ   | ᅀᅵ으ᇫ(발음 /리읃/) |
| ㆆ   | ᅙᅵ으ᇹ(발음 /ᅙᅵ으/) |
|      | (발음 /읍/)       |
|      |                   |

## 형태소의 표기
조선어 신철자법에서는 불규칙 용언을 포함해 형태주의적인 표기법이 더욱 추진되어 동일한 형태소는 항상 동일한 형태로 적기로 했다. 새로 만들어진 6자모는 주로 불규칙 용언의 표기에 이용되었다(제3장 제4절). 한글 맞춤법 통일안 이후 남북의 현행 맞춤법에서는 불규칙 용언의 음운 변화를 실제 발음대로 적기로 되어 있는데, 조선어 신철자법에서는 이들을 하나의 자모로 표기했다. 예를 들면 ‘걷다’(步)는 ‘-어’ 형에서 ‘걸어’로 되어 어간말 받침 소리 ‘ㄷ’이 ‘ㄹ’로 교체된다. 남북의 현행 맞춤법에서는 교체한 소리대로 적는 데 반해 조선어 신철자법에서는 단일한 자음 음소를 추상하여 그것을 ‘ㅿ’으로 표기해 ‘거ᇫ다, 거ᇫ어’로 표기했다.

### 자음 어간의 표기
ㄹ 불규칙
ㄹ 불규칙의 표기에는 ‘’이 사용되었다. 발음상 /ㄹ/이 탈락되는 경우라도 철자상 ‘’이 유지되었다. 이하에서 〔 〕 안은 북의 현행 맞춤법에 따른 표기법이다.
- 다〔놀다〕― ㅂ니다〔놉니다〕 ― 아〔놀아〕

ㅅ 불규칙
ㅅ 불규칙의 표기에는 ‘ㆆ’이 사용되었다. 이 자모는 훈민정음 창제(1443년)시에 있었던 자모이며 그 당시는 성문 폐쇄음 [ʔ]를 나타냈다고 추정된다. 이 자모는 20세기 표기법에서 이미 쓰이지 않게 되어 있었는데 ㅅ 불규칙의 받침 글자로서 재활용된 것이다.
- 나ᇹ다〔낫다〕 ― 나ᇹㄹ〔나을〕 ― 나ᇹ아〔나아〕

ㄷ 불규칙
ㄷ 불규칙의 표기에는 ‘ㅿ’이 사용되었다. 이 자모는 훈민정음 창제(1443년)시에 있었던 자모이며 그 당시는 치경 마찰음 [z]를 나타냈다고 추정된다. 이 자모는 20세기 표기법에서 이미 쓰이지 않게 되어 있었는데 ㄷ 불규칙의 받침 글자로서 재활용된 것이다.
- 거ᇫ다〔걷다〕 ― 거ᇫ으니〔걸으니〕 ― 거ᇫ어〔걸어〕

ㅂ 불규칙
ㅂ 불규칙의 표기에는 ‘’이 사용되었다.
- 다〔곱다〕 ― 면〔고우면〕 ― 아〔고와〕

ㅎ 불규칙, ㅎ 규칙
남북의 현행 맞춤법에서 ㅎ 불규칙 용언은 /ㅎ/ 소리가 탈락되는 경우에 받침 ‘ㅎ’을 표기하지 않지만 조선어 신철자법에서는 ㅎ 규칙 용언과 마찬가지로 ‘ㅎ’을 표기했다. 그 한편 ㅎ 규칙 용언에서는 연결 모음 ‘-으-’를 표기하지 않았다. 따라서 ㅎ 불규칙과 ㅎ 규칙 용언은 똑같이 적게 되었다.
- 하얗다 ― 하얗ㄴ〔하얀〕
- 좋다 ― 좋ㄴ〔좋은〕

기타
‘-ㅂ니다’의 ㅂ과 같은 음가는 앞 글자에 받침으로 적지 않고 따로 적는다.
- 가ㅂ니다 ― 갑니다
- 하ㅂ니다 ― 합니다

### 모음 어간의 표기
르 불규칙
르 불규칙의 표기에는 ‘’이 사용되었다.
- 누다〔누르다〕 ― 누 〔눌러〕 ― 누다〔눌리다〕

ㅣ 어간
어간말에 모음 ‘ㅣ’를 가진 용언 중 ‘-어’형에서 어간 말음 ‘ㅣ’가 ‘어’와 어울려 ‘ㅕ’로 줄어지는 것은 ‘’가 사용되었다. 또 ‘’에 이어 적는 음절말 자음은 받침으로 적기 않고 직후에 단독으로 적었다.
어간말에 ‘ㅣ’를 가진 용언의 ‘-어’형은 항상 ‘-여’로 적었다(제56항). 이 표기법은 언문 철자법과 동일한 방식이며 북의 현행 맞춤법에 이르기까지 일관된 표기법이다.
- 가다〔가지다〕 ― 가여〔가지여〕 ― 가ㄴ〔가진〕

다만, ‘-어’형에서 소리가 줄어지지 않는 단어는 ‘ㅣ’로 적었다.
- 피다 ― 피여

### 기타 표기
방언형을 표시하기 위해 일부 특수한 받침을 인정했다.
- ㅭ: 그ᇙ다 (‘그르다’의 방언형)
- ᇬ: 나ᇬ (‘나무’의 방언형)

방언형을 위한 받침은 한글 맞춤법 통일안에서 이미 ‘ᇚ’이 채택되었는데 이 두 받침 글자도 그를 따른 것으로 추정된다.

## 합성어의 표기
합성어에서 두 형태소 사이에 /ㄷ/이 삽입되는 경우(사이시옷), /ㄴ/이 삽입되는 경우, 된소리로 바뀌는 경우에는 ‘절음부(絶音符)’라 불린 어깨표를 달았다(제31항). 이 ‘절음부’는 1940년에 개정된 한글 맞춤법 통일안에서 사용되었던 ‘사이시옷’을 부호화한 것으로 추정된다. ‘절음부’는 조선어 철자법(1954년)에도 인계되었으며 조선말규범집(1966년)에서 폐지되었다.
| ‘신철자법’ | 40년 개정 ‘통일안’ | 남의 현행 맞춤법 | 북의 현행 맞춤법 |
| ---------- | ------------------ | ---------------- | ---------------- |
| 이’몸      | 이ㅅ몸             | 잇몸             | 이몸             |
| 담’요      | 담ㅅ요             | 담요             | 담요             |
| 등’불      | 등ㅅ불             | 등불             | 등불             |

## 한자음의 표기

### 모음의 표기
한자음의 모음 ‘ㅖ’ 중에 ‘몌, 폐’는 ‘메, 페’로 적었다(제37항). 이 표기법은 언문 철자법과 동일하며 북의 현행 맞춤법에 이르기까지 일관되어 있다.
- 련메(連袂), 페회(閉會)

### 두음 법칙
어두의 ‘ㄹ, ㄴ’은 이른바 두음 법칙이 적용되지 않고 ‘ㄹ, ㄴ’ 그대로 적었다(제42항, 제43항). 이것은 형태주의 원칙에 따라 한자음을 항상 동일한 형태로 적도록 한 것으로 추측되지만 표기법으로서는 언문 철자법과 동일한 방식이다.
- 녀자(女子), 로인(老人), 량심(良心)

### 관용음
한자어에서 관용음이 통용되는 것은 관용음을 인정했다(제44항~제47항). 다만, /ㄹ/로 발음될 수 있는 ‘ㄴ’은 남한의 표기법인 ‘ㄹ’과 다르게 원음인 ‘ㄴ’으로 표기했다.
- 노예(奴隷. 원음: 노례), 시월(十月. 원음: 십월)
- 곤난(困難. 남의 현행 맞춤법: 곤란)

## 운용과 폐지
조선어 신철자법은 여섯 개 새 자모의 사용이 최대 특징 가운데 하나인데, 이 6자모는 실질적으로 유포되는 일이 거의 없었다. 조선 어문 연구회가 1949년에서 1950년에 걸쳐 발행한 학술 잡지 “조선어 연구” 속의 기사만 해도 6자모가 쓰인 기사는 맞춤법 해설이나 질의 응답 등 편집부가 집필한 일부 기사에 한정되어 있고, 개인이 집필한 기사에서는 6자모가 전혀 쓰이지 않았다. 따라서 이 시기의 표기법은 6자모를 쓰지 않았고 불규칙 용언의 표기는 한글 맞춤법 통일안을 따랐다. 그 한편 어두의 ‘ㄹ’ 표기나 ‘절음부’ 등 기타 규정은 조선어 신철자법을 따랐다.
6자모를 최대 특징으로 한 조선어 신철자법이 폐지된 원인 중에 하나로 김두봉의 실각이 있다고 추정된다. 김두봉은 해방후 북한 국어학계에서 강한 영향력을 가지고 있었다고 추측되며 조선어 신철자법 제정에서도 주도적인 입장에 있었다고 추정된다. 하지만 풀어쓰기 도입 주장 그의 맞춤법에 대한 급진적인 개혁은 반대에 부딪혀 온 것으로 알려져 있다. 1950년대의 잡지 《조선 어문》에서는 6자모를 강하게 비판하면서 그 ‘실책’들을 김두봉의 책임으로 몰아붙이고 있다. 김두봉은 한국 전쟁이 끝난 뒤 연안파 숙제시에 실각되었다.
또한 6자모 중 , , , 는 유니코드에 추가되지 않았다.

## 참고 문헌
- 연구부(1950) ‘새 자모 , , ㅿ, ㆆ, , 에 대하여’, “조선어 연구” 제2권 제2호, 조선 어문 연구회 (고영근 편 “조선어 연구 3”, 역락출판사, 2001 의 영인에 의거함. ISBN 89-5556-104-0)
- 조선 어문 연구회(1949) ‘朝鮮語綴字法의 基礎’, “조선어 연구” 제1권 제5호, 조선 어문 연구회 (고영근 편 “조선어 연구 2”, 역락출판사, 2001 의 영인에 의거함. ISBN 89-5556-103-2)
- 朝鮮語文硏究會(1949) “朝鮮語文法”, 文化出版社
- 조선 어문 연구회(1950) “조선어 신철자법”, 조선 어문 연구회 (고영근 편 “북한 및 재외교민의 철자법 집성”, 역락출판사, 2000 의 영인에 의거함. ISBN 89-88906-71-3)

## 같이 보기
- 두음 법칙
- 언문 철자법(1930)
- 한글 맞춤법 통일안(1933)
- 조선어 철자법(1954)
- 조선말규범집(1966, 1987 개정)
- 한글 맞춤법
- 한글 간소화 파동 - 비슷한 시기 대한민국에서 있었지만 성공하지 못한 맞춤법 개정안.